# Babkowice
Babkowice (deutsch Babkowitz, 1939–1945 Frauendorf) ist ein Dorf der Gemeinde Pępowo im Powiat Gostyński in der Woiwodschaft Großpolen im westlichen Zentral-Polen. Der Ort befindet sich etwa 5 km südöstlich von Pępowo, 21 km südöstlich von Gostyń und 72 km südlich der Landeshauptstadt Poznań.

## Geschichte
Der Ort gehörte von 1887 bis 1919 zum Kreis Gostyn und hatte im Jahr 1910 315 Einwohner.